# Fannie Mae
Federal National Mortgage Association (FNMA, powszechnie nazywane Fannie Mae) jest przedsiębiorstwem sponsorowanym przez rząd USA (ang. Government Sponsored Enterprise, GSE). Jest to firma prywatna, na mocy specjalnego prawa autoryzowana do pożyczania pieniędzy i udzielania gwarancji kredytowych. Nie jest bezpośrednio finansowana przez rząd, ani też papiery wartościowe przez nią emitowane nie są explicite poręczone ani chronione przez państwo. Powszechna jest jednak – zarówno wśród jej klientów, jak i na rynkach finansowych – opinia, że za Fannie Mae de facto działa pod parasolem rządu USA. Firma jest częściowo zwolniona z płacenia podatków dochodowych w Stanach Zjednoczonych.
Fannie Mae operuje na wtórnym rynku kredytów hipotecznych. Zadaniem firmy jest, poprzez pośrednie działania finansowe, zapewnienie Amerykanom dostępnego i taniego kredytu, przez co realizuje rządową strategię obniżania barier w dostępie do mieszkań i domów. FNMA jest jedną z głównych instytucji dostarczających funduszy na kredyty hipoteczne w USA. Szacuje się, że w tej chwili pośrednio finansuje ok. 20% z nich.
Fannie Mae jest jednocześnie jedną z największych firm w USA i na świecie. W rankingu Fortune 500 w roku 2004 uplasowała się na 20. miejscu. W Forbes Global 2000, zawierającej 2000 największych przedsiębiorstw światowych, Fannie Mae znajdowała się w 2007 roku na 57. miejscu.

## Historia
Fannie Mae została stworzona w roku 1938 jako część planu New Deal Franklina Delano Roosevelta. Pierwotnie była agencją rządową. Celem założenia FNMA było zapewnienie płynności na rynku kredytów hipotecznych. Przez następne 30 lat, Fannie Mae miała praktycznie monopol na operacje na wtórnym rynku tych kredytów w USA.
W roku 1968, w ramach równoważenia budżetu federalnego, Fannie Mae została przekształcona w korporację prywatną. Jednocześnie firma przestała być gwarantem hipotek wystawionych przez rząd; ten cel przejęła nowo powstała agencja Government National Mortgage Association (Ginnie Mae).
7 września 2008 wskutek kryzysu kredytów hipotecznych firma została przejęta przez rząd USA wraz z gigantycznym długiem.

## Skandal księgowy
Pod koniec roku 2004 przeprowadzono dochodzenie w sprawie praktyk księgowych w Fannie Mae. Office of Federal Housing Enterprise Oversight opublikowało 20 sierpnia 2004 raport stwierdzający bardzo poważne nieścisłości w księgowości spółki, polegające m.in. na ukrywaniu strat, co pozwalało kadrze kierowniczej pobierać wysokie premie.
Pomimo tego, że Fannie Mae jest drugą co do wielkości (po Citigroup Inc.) instytucją finansową w USA, nie przedstawiła ona od końca roku 2004 rachunku zysków i strat, mimo że wymaganie to nakładane jest przez regulacje SEC i standardy giełdy nowojorskiej. Szacuje się, że w samym tylko roku 2006 firma wydała ponad miliard dolarów, aby zakończyć procedurę wewnętrznego audytu i doprowadzić księgowość i sprawozdawczość do stanu zgodnego z wymaganiami prawa. Efektem prac było sformułowanie zeznania 10-K, z którego wynika, że w roku 2006 dochody Fannie Mae wynosiły 6,3 mld dolarów.
Niejasności dotyczące księgowości w FNMA pojawiły się długo przed skandalem. Latem roku 2000 w tej sprawie przesłuchania prowadził House Banking Subcommittee On Capital Markets, Securities And Government Sponsored Enterprises.
18 listopada 2006 roku amerykańskie instytucje nadzoru wniosły 101 zarzutów w powództwie cywilnym przeciwko Franklinowi Rainesowi (CEO Fannie Mae), J. Timothy’emu Howardowi (CTO Fannie Mae) i Leanne G. Spencer (kontroler finansowy). Zostali oni oskarżeni o manipulowanie danymi księgowymi i sprawozdaniami FNMA w celu maksymalizacji swych premii. Oskarżyciele żądali zwrotu 115 milionów dolarów bezprawnie przywłaszczonych w latach 1998–2004 premii oraz wypłaty około 100 milionów dolarów w dodatkowych odszkodowaniach.